# Heterodoxa fatuhivae
Heterodoxa fatuhivae är en tvåvingeart som beskrevs av Malloch 1932. Heterodoxa fatuhivae ingår i släktet Heterodoxa och familjen fläckflugor.
Artens utbredningsområde är Marquesasöarna. Inga underarter finns listade i Catalogue of Life.